# Bruch (Barmen)
Bruch, oft auch Unterbarmer Bruch, ist eine Ortslage in der bergischen Großstadt Wuppertal. Die Ortslage ist aus einem der mittelalterlichen Ursprungshöfe Barmens hervorgegangen.

## Lage und Beschreibung
Bruch liegt in den Wohnquartieren Friedrich-Engels-Allee und Kothen des Stadtbezirks Barmen (Bereich Unterbarmen) im Tal der Wupper zwischen dem Fluss und der Bahnstrecke Elberfeld–Dortmund. Bruch ist heute keine eigenständige Ortslage mehr, sondern Teil der umfangreichen innerstädtischen Gewerbe- und Wohnbebauung im dicht besiedelten Wuppertal.
Bruch wurde in Oberste Bruch, Unterste Bruch und Brucher Kotten unterschieden, die alle einzelne Siedlungsplätze waren. Unterste Bruch lag im Bereich der heutigen Wartburgstraße, Wasserstraße und der Friedrich-Engels-Allee (Bundesstraße 7), während Oberste Bruch im westlichen Bereich des Barmer Bahnhofs am Springer Bach angesiedelt war. Heute wird das Gelände des alten Hofs Oberste Bruch von den sich auffächernden Gleisen des Bahnhofs und eines Schrottplatzes unterhalb der Siegesstraße eingenommen, während Unterste Bruch nun Teil der dichten innerstädtischen Bebauung und als eigenständige Ortslage nicht mehr wahrnehmbar ist.
Neben den beiden Höfen gab es noch einen Kotten, der Brucher Kotten oder nach seinem Besitzer Rövers Kotten genannt wurde. Der Brucher Kotten lag südöstlich von Oberste Bruch im Bereich der heutigen Zeughausstraße.
Zu den herausragenden Bauwerken bei Bruch zählen die Köbners Kirche, das Opernhaus der Wuppertaler Bühnen, der Barmer Bahnhof und dem Gebäudeensemble, heute als das Historische Zentrum Wuppertal bezeichnet wird. Das Historische Zentrum setzt sich unter anderem aus dem Engels-Haus, der Kannegießerschen Fabrik, dem Haus Barthels und Haus Röhrig sowie dem Engelsgarten zusammen, an dessen Rand das im Zweiten Weltkrieg zerstörte Geburtshaus Friedrich Engels lag.

## Etymologie und Geschichte

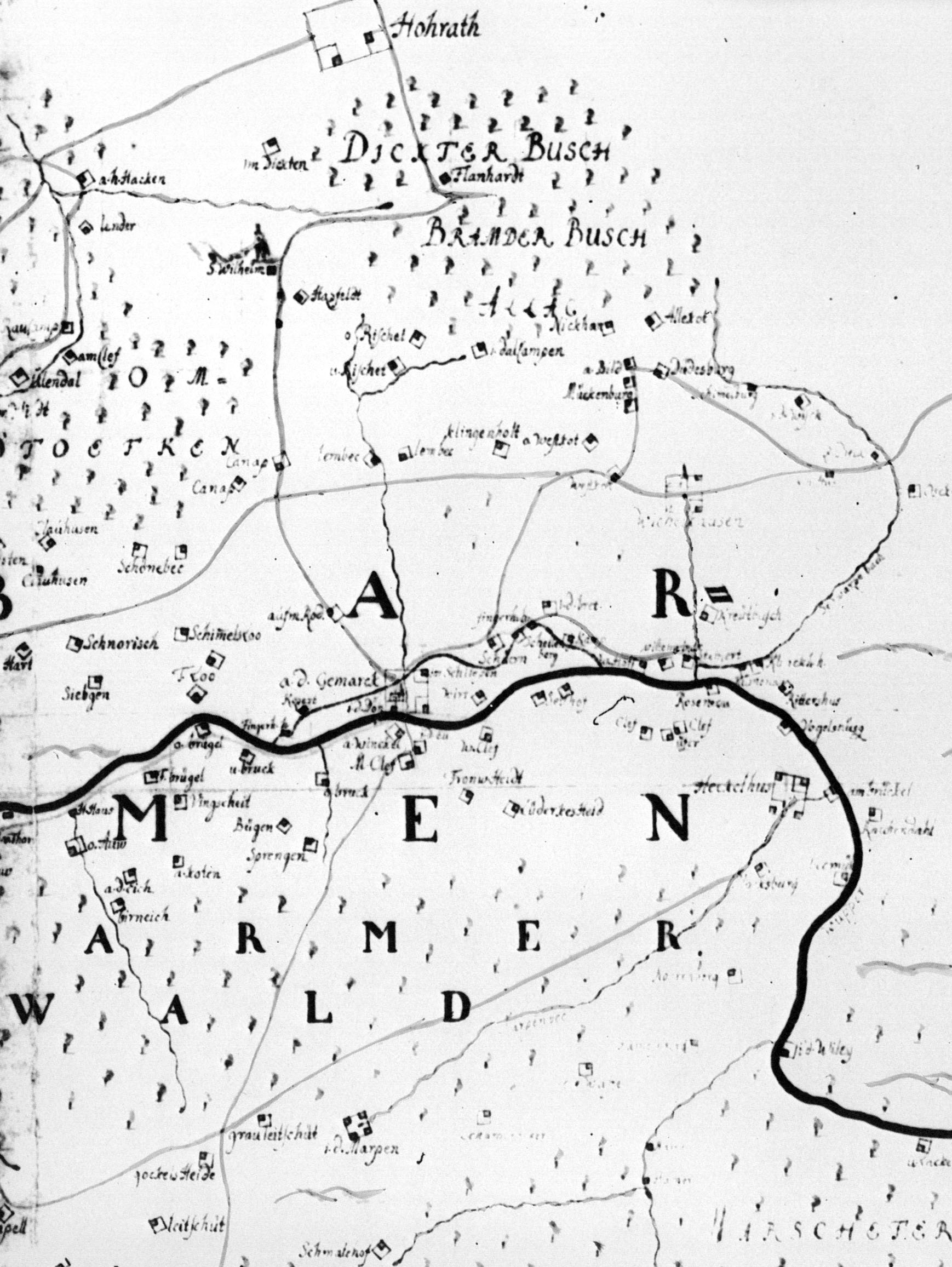
Karte der Hofschaften im Gebiet des heutigen Barmen von Erich Philipp Ploennies (1715)

Bruch ist eine häufige Bezeichnung für ein Sumpfland. Der Name ergab sich wahrscheinlich aufgrund der Lage in der Wupperaue.
Die früheste mit Datum gesicherte Erwähnung Bruchs stammt aus der Beyenburger Amtsrechnung (Abrechnung des Rentmeisters an die Bergisch-herzogliche Kameralverwaltung) des Jahres 1466. Aus dieser geht hervor, dass der Wohnplatz Bruch bereits zu dieser Zeit in zwei Vollhöfe und einen Kotten unterteilt war, die einem  Henneken im Bruch und einem Hermann in dem Bruch gehörten. Der Oberste Bruch stieg später von einem Vollhof auch zu einem Kotten ab.
Aufgrund der ungenügenden Quellenlage ist es nicht belegt, aber möglich, dass Bruch zu den bereits im Jahr 1244 genannten „Gütern in Barmen“ (Bona de Barme) im kurkölnischen Gebiet gehörte, die von dem Grafen Ludwig von Ravensberg als Allod in den Besitz der Grafen von Berg unter Graf Heinrich IV. übergingen. Territorial lag das Gebiet um Bruch als Teil von Unterbarmen ab dem späten 14. Jahrhundert im bergischen Amt Beyenburg. Kirchlich gehörte es bis zur Einrichtung einer eigenen Barmer Pfarrei dem Kirchspiel Elberfeld an. 1641 wird die Größe Bruchs mit 25 Morgen angegeben.
1715 wird auf der Topographia Ducatus Montani des Erich Philipp Ploennies zwischen zwei Höfen o.Bruch (Oberster Bruch) und u.Bruch (Unterster Bruch) unterschieden. Der Brucher Kotten ist dort nicht verzeichnet. Mit den übrigen Höfen in der Bauerschaft Barmen war Bruch bis 1806 Teil des bergischen Amtes Beyenburg.
Bis zum Beginn des 19. Jahrhunderts waren die Brucher Höfe eigenständige Ortslagen in der Wupperaue. Mit der Entwicklung Unterbarmens und speziell der Talachse zu einem der Siedlungszentren im Wuppertal und dem Bau der Bahnstrecke ab 1844 gingen die Brucher Höfe vollständig in innerstädtischer Bebauung auf.